# Daniel Makowski
Daniel Makowski (ur. 8 października 1985 w Moguncji) – niemiecki wioślarz.

## Osiągnięcia
- Mistrzostwa Świata U-23 – Hazewinkel 2006 – czwórka podwójna – 3  miejsce[1].
- Mistrzostwa Świata U-23 – Glasgow 2007 – czwórka podwójna – 1  miejsce[1].
- Mistrzostwa Europy – Poznań 2007 – jedynka – 5. miejsce[1].
- Mistrzostwa Europy – Ateny 2008 – czwórka podwójna – 2. miejsce[1].
- Mistrzostwa Europy – Brześć 2009 – czwórka podwójna – 4. miejsce[1].